# El Tawheed-moskéen
52°22′3″N 4°51′50″Ø / 52.36750°N 4.86389°Ø
El Tawheed-moskéen er en moske i Amsterdam, Nederlandene. 
Fonden der administrerer moskeen blev grundlagt i 1986. Udover at bruges som moske, bliver der her også undervist i Arabisk. Den huser også en boghandler og en udgiver af religiøse bøger og artikler.

## Islamisme
Moskeen blev på et tidspunkt nævnt af den nederlandske regering som en potentiel formidler af ekstremisme.
Mohammed Bouyeri, lejemorderen som myrdede Theo van Gogh besøgte ofte El Tawheed-moskéen hvor han mødte andre radikale muslimer, heriblandt den mistænkte terrorist Samir Azzouz.